# Huang Quan
Huang Quan (黃荃; ca. 900–965) was een Chinees kunstschilder uit Chengdu in de periode van de Vijf Dynastieën en Tien Koninkrijken. Hij is bekend om zijn rijkgekleurde werken in de gongbi-stijl. Samen met Xu Xi (937–975) wordt Huang beschouwd als de grondlegger van het genre van vogel- en bloemschilderingen.
- International Standard Name Identifier: 0000 0000 7896 2569
- Library of Congress Control Number: no00002124
- Union List of Artist Names: 500125644
- Virtual International Authority File: 96608027
- WorldCat: E39PBJxxdYyJDWG6MBbxHPp773